# Lebanon Township (New Jersey)
Pour les articles homonymes, voir Lebanon Township.
Lebanon Township est un township américain situé dans le comté de Hunterdon au New Jersey.

## Géographie
Lebanon Township comprend les localités de Anthony, Bunnvale, Changewater, Hampton Junction, Little Brook, Lower Valley, New hampton, Newport, The Point, Red Mill, Saint Nicholas Village, Stone Mill, Voorhees State Park et Woodglen.
La municipalité s'étend sur 31,7 milles carrés (82,1 km2) dont 0,24 mille carré (0,62 km2) d'étendues d'eau.
| Mansfield Township (en) (comté de Warren)                 |                           | Washington Township (comté de Morris) |
| Washington Township (en) (comté de Warren)                | Lebanon Township          | Califon, Tewksbury Township           |
| Hampton, Glen Gardner, Bethlehem Township, Union Township | Clinton, Clinton Township | Clinton Township                      |

## Histoire
Le township de Lebanon est créé avant le 26 octobre 1731, à partir du township d'Amwell. Il devient un township indépendant le 21 février 1798. Son nom fait référence au mont Liban.
Une partie de son territoire forme le township de Clinton en 1841 et celui de High Bridge 1871. En 1898, une partie du township de High Bridge, dissout, lui revient. Dans les années qui suivent, les villes de Junction (1895), Califon (1918) et Glen Gardner (1919) deviennent des boroughs indépendant du township de Lebanon.

## Démographie
Lors du recensement de 2010, la population de Lebanon Township est de 6 588 habitants. Elle est estimée à 6 089 habitants au 1er juillet 2018, en baisse par rapport à 2010.
Le revenu par habitant était en moyenne de 54 344 dollars par an entre 2013 et 2017, inférieur à la moyenne du New Jersey (39 069 dollars) et à la moyenne nationale (31 177 dollars). Sur cette même période, 2,3 % des habitants de Lebanon Township vivaient sous le seuil de pauvreté (contre 9,5 % dans l'État et 11,8 % à l'échelle des États-Unis en 2018). Par ailleurs, 97,5 % de ses habitants de plus de 25 ans étaient diplômés d'une high school et 49,0 % possédaient au moins un bachelor degree (contre 89,2 % et 38,1 % au New Jersey, 87,3 % et 30,9 % aux États-Unis).
| Groupe          | Lebanon Township (2017) | New Jersey (2018) | États-Unis (2018) |
| --------------- | ----------------------- | ----------------- | ----------------- |
| Blancs          | 93,8                    | 72,0              | 76,5              |
| Afro-Américains | 0,6                     | 15,0              | 13,4              |
| Amérindiens     | 0,0                     | 0,6               | 1,3               |
| Asiatiques      | 1,7                     | 10,0              | 5,9               |
| Océaniens       | 0,0                     | 0,1               | 0,2               |
| Métis           | 3,4                     | 2,3               | 2,7               |
|                 |                         |                   |                   |
| Hispaniques     | 5,7                     | 20,6              | 18,3              |